# Polizei Hessen
Die Polizei Hessen ist die Landespolizei des deutschen Bundeslandes Hessen. Die über 21.500 Polizeibediensteten betreuen ein Gebiet von 21.115 km². Die hessische Polizei war bundesweit die erste Polizei, die ausschließlich die zweigeteilte Laufbahn eingeführt hat. Es gibt lediglich den gehobenen und höheren Polizeivollzugsdienst.

## Auftrag

Polizeistern der hessischen Polizei

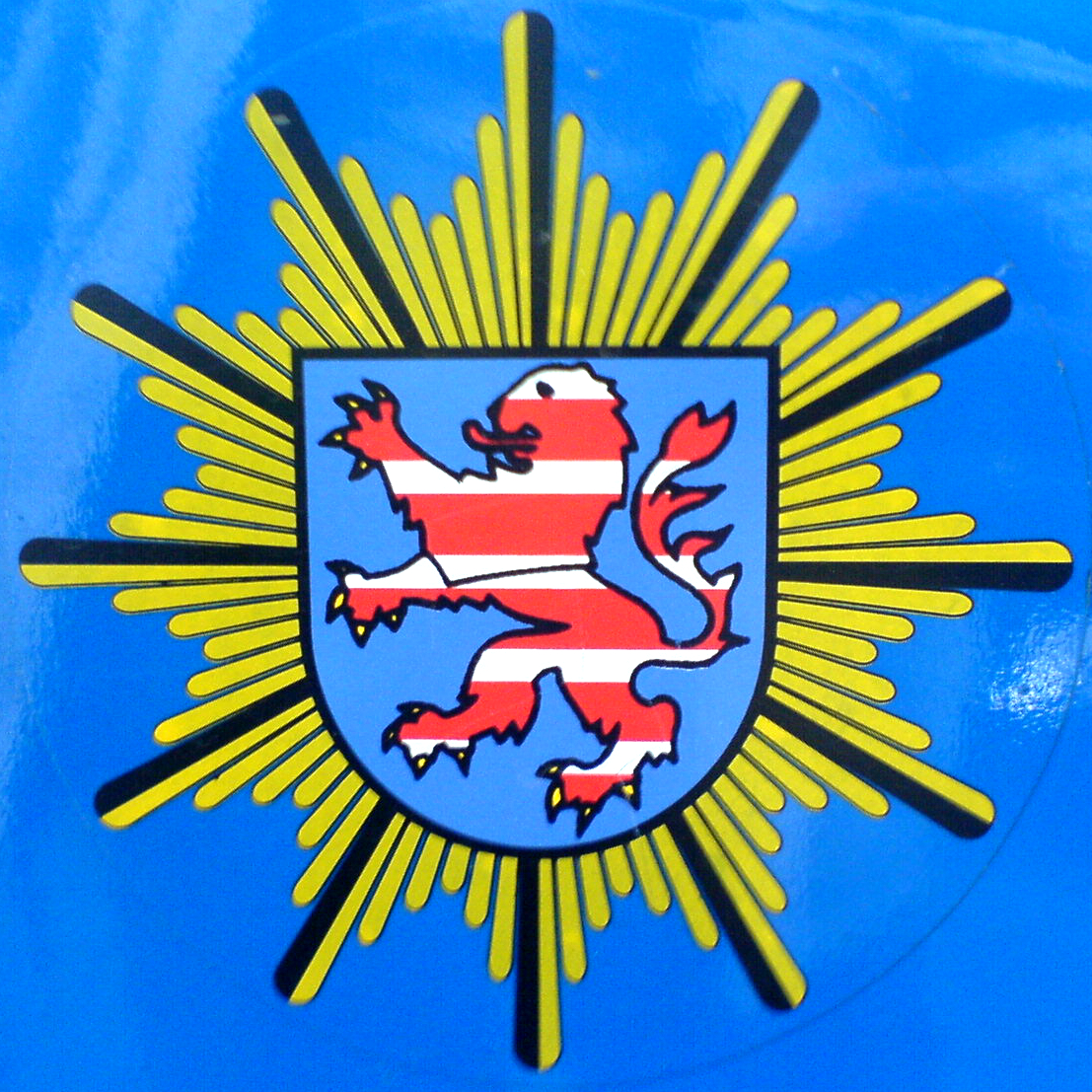
Der Polizeistern auf einem Fahrzeug

### Aufgaben
Auftrag ist die Gewährleistung der öffentlichen Sicherheit und Ordnung. Als Strafverfolgungsbehörde geht sie gegen ordnungswidrige und strafbare Handlungen vor, ermittelt Täter und analysiert Tatmuster. Eine weitere Aufgabe ist die Gefahrenabwehr im Bereich der inneren Sicherheit, das heißt, die Verhütung oder Unterbindung von rechtswidrigen Handlungen jeder Art. Im Rahmen der Verkehrsüberwachung regelt sie Verkehrsströme und hat eine tragende Rolle in der Notfallhilfe (Notruf). Ferner sorgt die Polizei in enger Kooperation mit Behörden für die Verbrechensprävention, um bereits im Vorfeld mögliche Straftaten zu erkennen und zu verhindern.

### Rechtsgrundlagen
Für den Bereich der Gefahrenabwehr ergeben sich die Eingriffsbefugnisse der Polizei aus dem Polizeigesetz des Landes Hessen, dem Hessischen Gesetz über die öffentliche Sicherheit und Ordnung (HSOG).
Die Ermächtigung für das Einschreiten zur Strafverfolgung ergibt sich aus der Strafprozessordnung (StPO).

## Organisation
Das Landespolizeipräsidium, das zugleich eine Abteilung des Hessischen Ministeriums des Innern und für Sport ist, ist die oberste Behörde der hessischen Polizei. Dieser sind sowohl die sieben bereichszuständigen Polizeipräsidien (Nordhessen, Osthessen, Frankfurt, Südhessen, Mittelhessen, Westhessen und Südosthessen), als auch die zentral zuständigen Präsidien, das Hessische Polizeipräsidium Einsatz, das Hessische Landeskriminalamt und das Hessische Polizeipräsidium für Technik untergeordnet.

### Organisationsreform
Im Jahr 2001 wurde die Organisation der hessischen Polizei grundlegend reformiert. Vor der Organisationsreform bestand ein dreistufiger Aufbau aus:
- Oberste Polizeibehörde: Die Abteilung III des Hessischen Ministeriums des Innern und für Sport.
- Mittlere Polizeibehörden: Den Regierungspräsidien Darmstadt, Gießen und Kassel.
- Untere Polizeibehörden: 14 Polizeidirektionen und 6 Polizeipräsidien.

Durch die Umorganisation wurden die Zuständigkeiten aus den Regierungspräsidien ausgegliedert und entsprechend den Zuständigkeitsbereichen auf die sieben neuen Flächenpräsidien aufgeteilt. Seitdem sind alle Polizeipräsidien in Hessen direkt dem Landespolizeipräsidium (ehemalige Abteilung III) des Innenministeriums unterstellt.
Durch die Straffung von ehemals 27 und nunmehr 11 Behörden wurde in vielerlei Hinsicht eine Optimierung erreicht. Unnötige Doppelarbeit konnte so verringert, Entscheidungswege konnten verkürzt und Polizisten entsprechend dem Arbeitsaufkommen gerechter verteilt werden. Ein weiterer Effekt war, dass viele Polizeibeamte durch das geringere Verwaltungsaufkommen nun wieder originärer Polizeiarbeit nachgehen konnten.

### Wachpolizei
Die hessische Wachpolizei wurde im Oktober 2000 eingeführt. Angehörige der Wachpolizei sind Angestellte des Landes Hessen. Nach einer Pilotphase in den Polizeipräsidien Frankfurt, Mittelhessen und Nordhessen mit 110 Angestellten erfolgte die Ausweitung auf alle Flächenpräsidien. Derzeit befinden sich ca. 600 Wachpolizisten im Dienst des Landes Hessen.
Die Wachpolizei ist unter anderem für Objektschutz, Fußstreife und erkennungsdienstliche Behandlungen zuständig, welche aber auch durch die Schutzpolizei durchgeführt werden.

### Freiwilliger Polizeidienst
Hessen hat seit 2000 einen freiwilligen Polizeidienst. Dieser auch in einigen anderen Bundesländern eingerichtete Dienst wird durch ehrenamtlich tätige Bürger wahrgenommen. Die Aufgaben des freiwilligen Polizeidienstes in Hessen bestehen hauptsächlich in der Hilfeleistung und Unterstützung. So übernehmen die Mitglieder Tätigkeiten wie die Überwachung des Verkehrs, sind bei Volksfesten und Umzügen präsent und dienen sonst der Prävention vor der Verübung von Straftaten und Ordnungswidrigkeiten.

### Polizeiliche Kriminalstatistik / Aufklärungsquote
Die Aufklärungsquote in Hessen betrug für das Jahr 2024 61,9 %, die Fallzahlen sanken um 2,3 %.
Fallzahlen und Aufklärungsquote (Hessen) seit 1997:
| Jahr | Fallzahlen | Änderung zu Vorjahr | Aufklärungs-quote (AQ) |
| ---- | ---------- | ------------------- | ---------------------- |
| 1997 | 457.408    | −0,9 %              | 44,4 %                 |
| 1998 | 446.877    | −2,3 %              | 47,4 %                 |
| 1999 | 427.805    | −4,3 %              | 47,5 %                 |
| 2000 | 419.766    | −1,9 %              | 48,6 %                 |
| 2001 | 409.326    | −2,5 %              | 48,6 %                 |
| 2002 | 431.460    | +5,4 %              | 48,2 %                 |
| 2003 | 454.550    | +5,4 %              | 49,4 %                 |
| 2004 | 462.208    | +1,7 %              | 52,5 %                 |
| 2005 | 441.830    | −4,4 %              | 54,5 %                 |
| 2006 | 427.238    | −3,3 %              | 55,1 %                 |
| 2007 | 420.725    | −1,5 %              | 55,9 %                 |
| 2008 | 407.357    | −3,2 %              | 57,1 %                 |
| 2009 | 407.022    | −0,1 %              | 57,8 %                 |
| 2010 | 401.864    | −1,3 %              | 58,3 %                 |
| 2011 | 396.834    | −1,3 %              | 58,5 %                 |
| 2012 | 395.625    | −0,3 %              | 58,8 %                 |
| 2013 | 386.778    | −2,2 %              | 59,5 %                 |
| 2014 | 396.931    | +2,6 %              | 59,3 %                 |
| 2015 | 403.188    | +1,6 %              | 59,9 %                 |
| 2016 | 412.104    | +2,2 %              | 62,7 %                 |
| 2017 | 375.632    | −8,9 %              | 62,8 %                 |
| 2018 | 372.798    | −0,8 %              | 64,2 %                 |
| 2019 | 364.833    | −2,1 %              | 65,2 %                 |
| 2020 | 342.423    | −6,1 %              | 65,5 %                 |
| 2021 | 336.030    | −1,9 %              | 65,6 %                 |
| 2022 | 368.579    | +9,7 %              | 63,7 %                 |
| 2023 | 397.512    | +7,8 %              | 63,2 %                 |
| 2024 | 388.266    | −2,3 %              | 61,9 %                 |

## Ausbildung
Auf Grund der zweigeteilten Laufbahn innerhalb der hessischen Polizei kann man sich nach Erwerb einer Hochschulzugangsberechtigung ausschließlich für den gehobenen Polizeivollzugsdienst bewerben.

### Gehobener Dienst
Die Ausbildung zum Polizei- oder Kriminalkommissar in Hessen ist ein duales Studium und dauert drei Jahre. Man studiert in dieser Zeit an der Hessischen Hochschule für öffentliches Management und Sicherheit. An den Standorten Wiesbaden, Mühlheim, Gießen und Kassel gibt es je 1 Campus. Das Studium wird abgeschlossen als Bachelor of Arts (Polizeivollzugsdienst „Schutzpolizei“) bzw. als Bachelor of Arts (Polizeivollzugsdienst „Kriminalpolizei“) ab.
Von Beginn bis zum Abschluss des Studiums besteht ein Beamtenverhältnis auf Widerruf. Man erhält für diesen Zeitraum die Dienstbezeichnung einer Polizeikommissaranwärterin bzw. eines Polizeikommissaranwärters respektive einer Kriminalkommissaranwärterin bzw. eines Kriminalkommissaranwärters.
Die Bezüge während des ersten Studienjahres betragen etwa 1.463 € (netto). Dieses steigt kontinuierlich bis zum Abschluss des Studiums. Danach wird man zur Polizeikommissarin bzw. zum Polizeikommissar respektive zur Kriminalkommissarin bzw. zum Kriminalkommissar ernannt mit der Besoldungsgruppe A9. Das Gehalt beträgt dann etwa 3.330 € (brutto). Dieses Gehalt wird je nach Aufgabengebiet durch Zuschläge nach Hessischen Besoldungsgesetz (HBesG) erweitert (Bsp. Schichtzulage).

#### Direkteinstieg in die Kriminalpolizei
Bei der hessischen Polizei besteht die Möglichkeit, direkt bei der Kriminalpolizei anzufangen. Die Einstellungsvoraussetzungen bleiben gleich. Bei den Testergebnissen des Eignungsauswahlverfahrens wird jedoch besonders auf die Erfordernisse der Kriminalpolizei Wert gelegt. Es gibt daher eine gesonderte Rangliste für die Kriminalpolizei. Das Studium selbst findet in eigenen Studiengruppen statt.

#### Voraussetzungen

Neues blaues Hoheitsabzeichen

Um sich für den gehobenen Polizeivollzugsdienst in Hessen zu bewerben, müssen folgende Voraussetzungen erfüllt werden:
- jederzeitiges Eintreten für die freiheitliche demokratische Grundordnung
- gerichtlich nicht bestraft
- geordnete wirtschaftliche Verhältnisse
- Zugangsberechtigung für hessische Fachhochschulen (Abitur, Fachhochschulreife, Meisterprüfung oder einen entsprechenden Bildungsabschluss, mittlere Reife + 3-jährige Berufsausbildung + Notenschnitt Berufsschule < 2,5)
- nach polizeiärztlichem Urteil polizeidiensttauglich
- Mindestgröße von 155 cm
- Höchstalter 36 Jahre am Tage der Einstellung (Ausnahmen für Soldat auf Zeit 12)
- Fahrerlaubnisklasse B am Tag der Einstellung (Schaltgetriebe)
- deutsche Staatsbürgerschaft ist nicht erforderlich, für EU-Bürger gelten die gleichen Voraussetzungen wie für Deutsche
- Bewerber aus Nicht-EU-Staaten müssen zusätzlich folgende Voraussetzungen erfüllen:
  - gültige Niederlassungserlaubnis für Deutschland
  - fünf Jahre in Deutschland gelebt
  - Beherrschung der Muttersprache in Wort

#### Einstellungstest
Der Einstellungstest besteht aus drei Teilen sowie der polizeiärztlichen Untersuchung, die sich auf zwei Tage verteilen.
Zuerst durchläuft man ein computergestütztes Testverfahren. In diesem ersten Abschnitt absolviert man einen Intelligenztest, einen Konzentrationsleistungstest, einen Selbsteinschätzungstest, der auffällige Persönlichkeitsmerkmale herausfiltern soll, sowie einen Rechtschreibtest.
Im Anschluss daran werden die sportlichen Fähigkeiten getestet. Zum Sporttest gehören in Hessen: Achterlauf, Bankdrücken, 5er-Sprunglauf und der 500-Meter-Wendelauf.
Den Abschluss des ersten Tages bilden das Gruppengespräch und das Einzelinterview. Im Gruppengespräch wird der Gruppe eine Aufgabe erteilt, die in einer vorgegebenen Zeit gemeinsam besprochen und gelöst werden muss. Im Einzelinterview werden unter anderem Fragen zur Persönlichkeit des Bewerbers sowie zum Beruf des Polizeibeamten gestellt.
Am zweiten Tag wird durch den Polizeiarzt die Polizeidiensttauglichkeit geprüft. Dazu gehören u. a. Seh- und Hörtests, eine allgemeinmedizinische Untersuchung, ein Drogentest, eine Blutuntersuchung sowie ein Belastungs-EKG.

#### Studienablauf

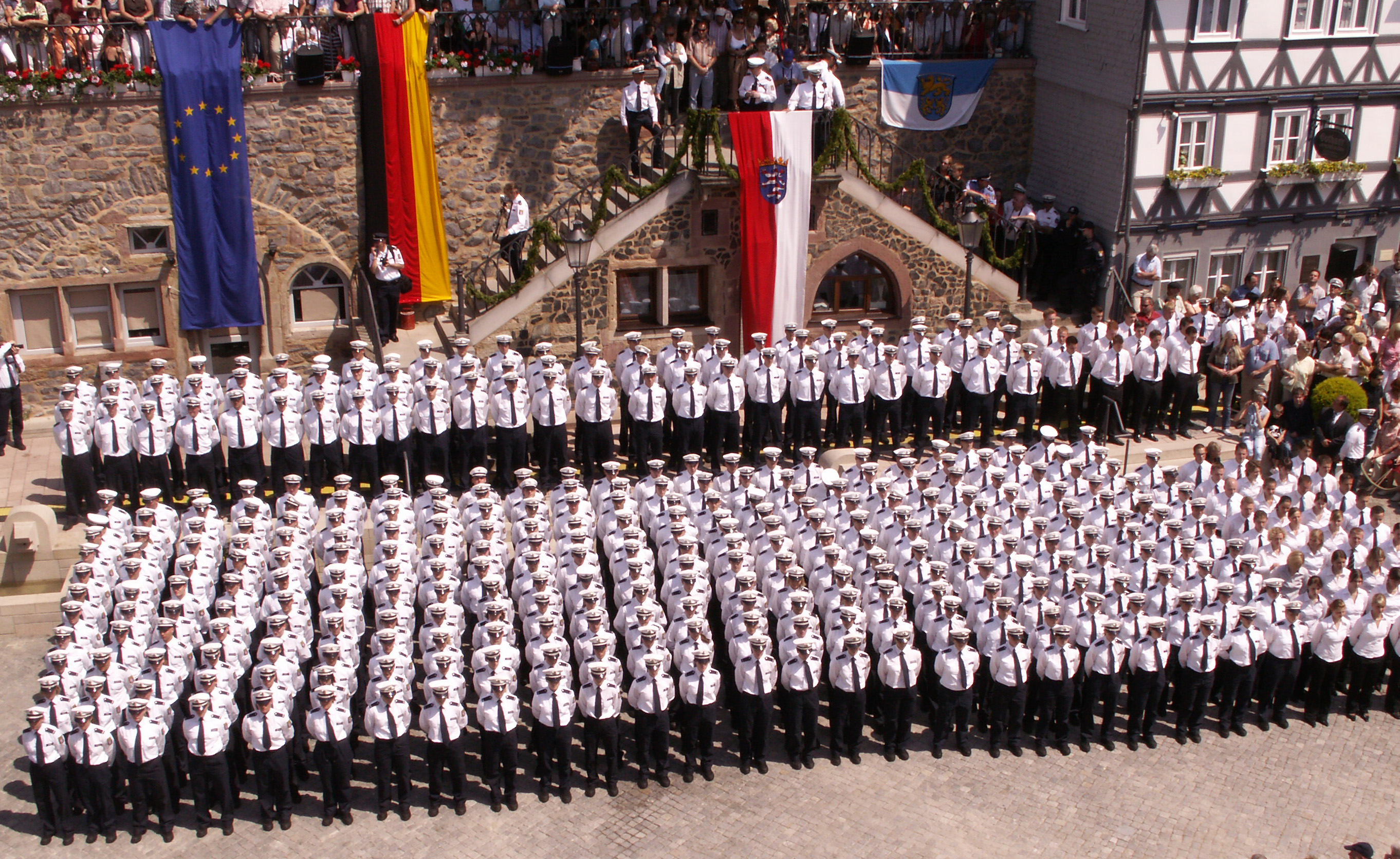
Vereidigung der Polizei- und Kriminalkommissaranwärter auf dem Hessentag 2008

Das Studium unterteilt sich in theoretische und praktische Studienabschnitte. Nach dem ersten theoretischen Semester folgt im 2. Semester das Grundlagentraining beim Hessischen Polizeipräsidium Einsatz (ehem. Bereitschaftspolizei), welches durch ein anschließendes achtwöchiges Grundlagenpraktikum auf einer Polizeidienststelle begleitet wird. Dort werden grundlegende Arbeitsabläufe, Techniken und Methoden vermittelt, die im späteren Dienst eine wichtige Grundlage darstellen.
Darauf folgt dann das 3. Semester, welches mit einem vierwöchigen Praktikum endet, das dazu dient verkehrspolizeiliche Maßnahmen intensiver zu vermitteln. Das 4. Semester hat einen reinen theoretischen Inhalt. Das darauf folgende 5. Semester besteht aus zwei praktischen Abschnitten, einem Ermittlungstraining und dem großen Praktikum. In diesem Praktikum versieht man seinen Dienst auf einem Polizeirevier bzw. einer Polizeistation sowie einem Kriminalkommissariat. Abgeschlossen wird das Studium mit dem erfolgreichen Bestehen des 6. Semesters, welches erneut theoretische Grundlagen vermittelt. In Fächern wie Einsatzlehre, Verwaltungsrecht, Kriminalistik, Verkehrsrecht und Strafrecht/Strafprozessrecht müssen während jedem theoretischen Semester Klausuren geschrieben und bestanden werden.
Zudem gehört zum erfolgreichen Abschluss das Anfertigen einer Bachelor-Arbeit (Thesis) im 5. Semester, welche später vor einem Prüfungsausschuss verteidigt werden muss.
Wurden alle diese Prüfungen bestanden, erhält man den Abschluss Bachelor of Arts und wird zur Polizeikommissarin/zum Polizeikommissar bzw. zur Kriminalkommissarin/zum Kriminalkommissar ernannt.

### Höherer Dienst
Für leistungsstarke Beamte des gehobenen Dienstes besteht die Möglichkeit, bei überdurchschnittlichen Leistungen, welche im täglichen Dienst erbracht wurden, in den höheren Polizeivollzugsdienst aufzusteigen. Voraussetzung hierfür ist unter anderem, die Abschlussnote der Laufbahnprüfung mit mindestens 10,5 Punkten zu bestehen. Nachdem das Eignungsauswahlverfahren für den höheren Polizeivollzugsdienst erfolgreich absolviert wurde, können die Beamten zum Polizeiratanwärter ernannt werden.
Die Ausbildung findet in Form eines zweijährigen Masterstudiengangs statt, dessen erstes Jahr bei der Hessischen Hochschule für Polizei und Verwaltung und das zweite Jahr an der Deutschen Hochschule der Polizei in Münster absolviert wird. Die Gesamtverantwortung für das Studium liegt bei der Deutschen Hochschule der Polizei (DHPol).
Das erste Studienjahr führt die HfPV in Kooperation mit den zuständigen Bildungseinrichtungen der Bundesländer Rheinland-Pfalz und Saarland durch. Die Module des Studiums werden in Blockform angeboten und enden jeweils mit einer schriftlichen oder mündlichen Modulprüfung. Dieses Studienjahr beinhaltet unter anderem ein mehrwöchiges Praktikum in Behörden und Wirtschaftsunternehmen.
Die Inhalte des zweiten Studienjahrs reichen von Einsatzlehre und Psychologie über Kriminalistik und Rechtswissenschaften bis zur Führungslehre. Durch den erfolgreichen Abschluss des Studiums wird der akademische Grad „Master of Arts (M.A.) Öffentliche Verwaltung – Polizeimanagement“ erworben, der zum Einstieg in den höheren Dienst als Polizeirat (PR) berechtigt.

## Ausrüstung

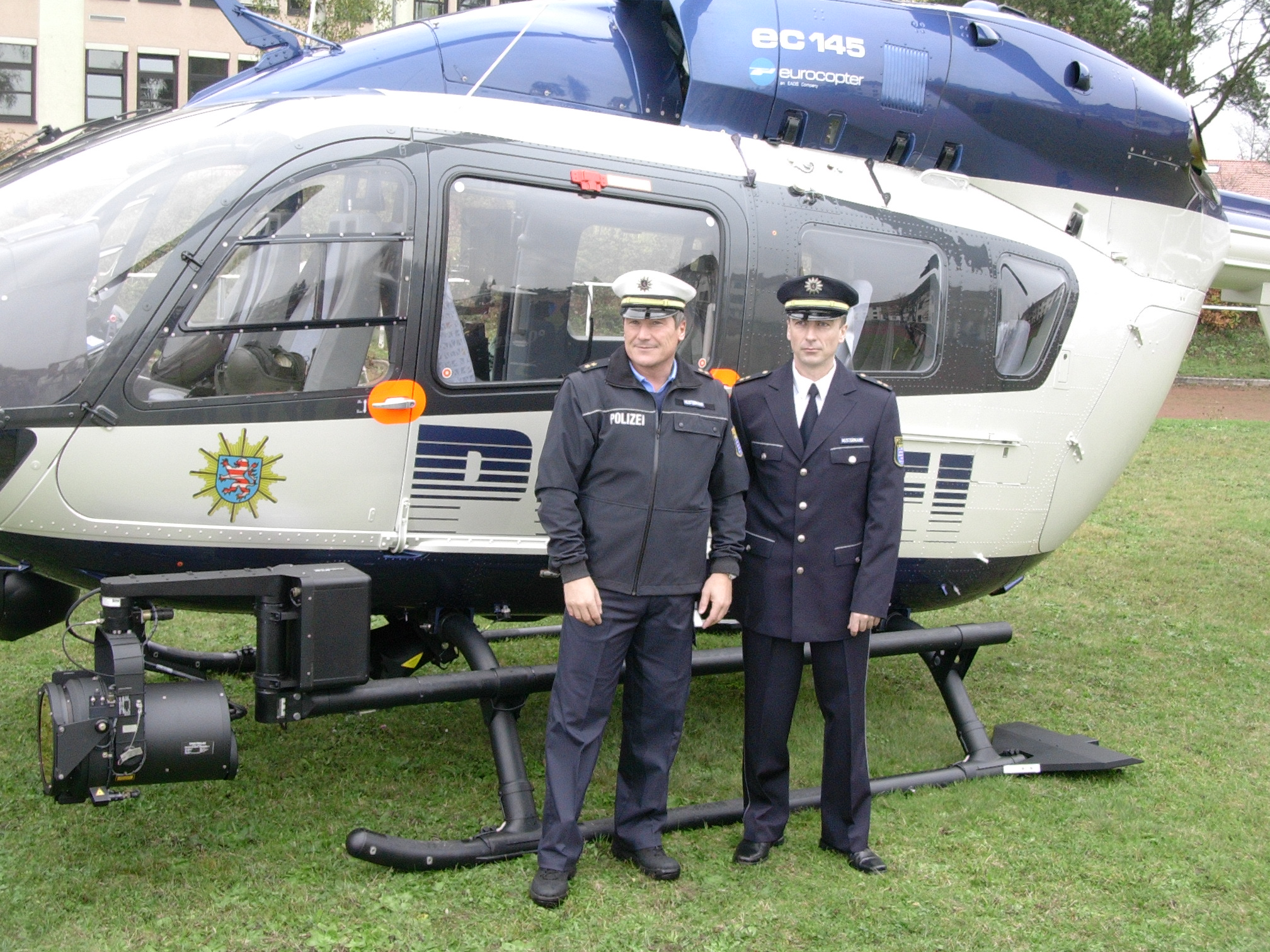
Polizeihubschrauber in neuer blau-weißer Farbgebung

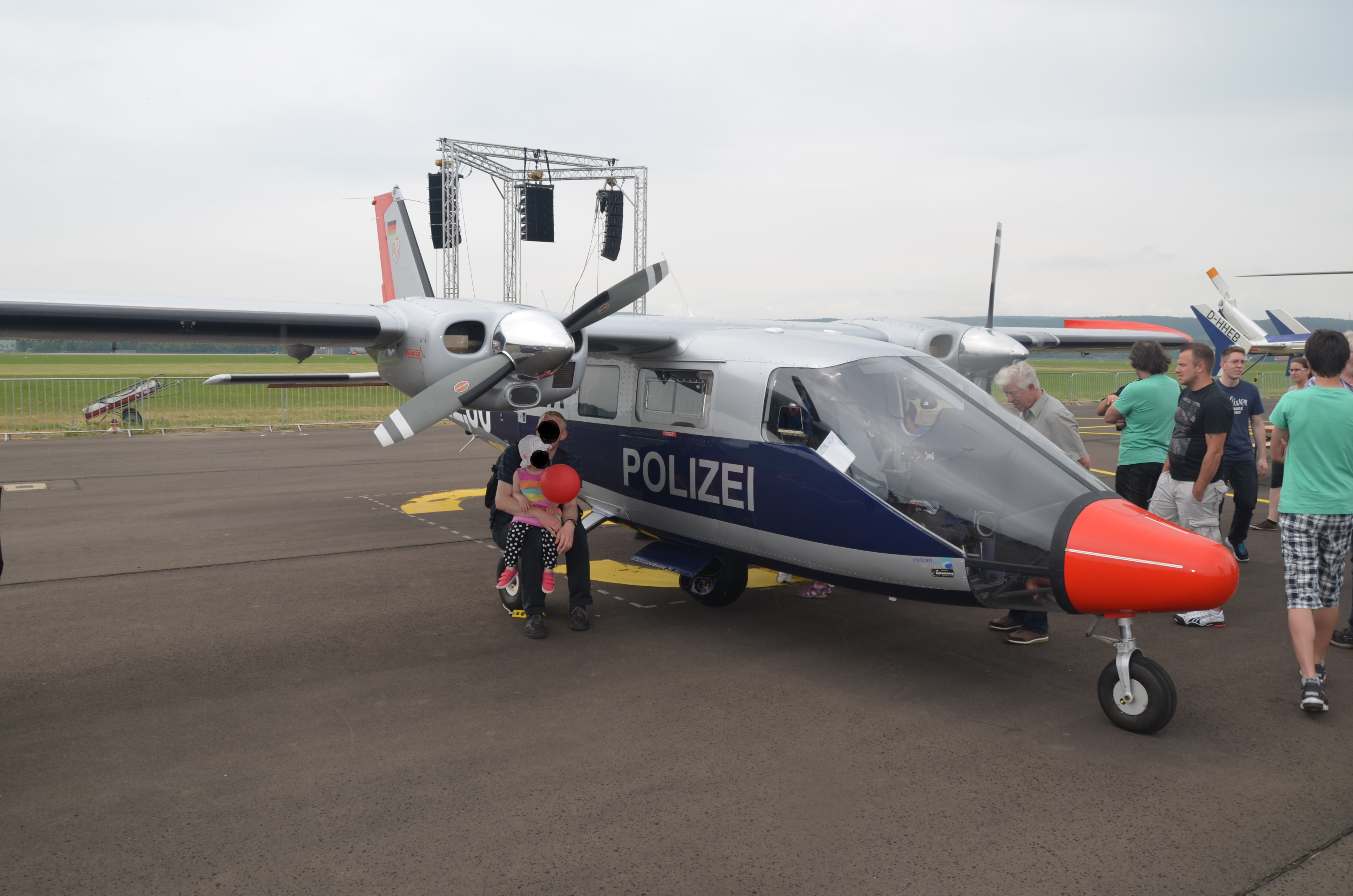
Hessens erstes Polizeiflugzeug, eine Vulcanair P68 Observer

### Uniform
Die hessische Polizeiuniform ist seit 2008 blau.
Die Polizeien der Länder Thüringen und Saarland übernahmen die neue blaue Uniform der hessischen Polizei, teilweise mit länderspezifischen Änderungen. Des Weiteren übernehmen auch die Stadtpolizei Frankfurt am Main und die Kommunalpolizei Darmstadt (beides Hilfspolizeien im Sinne des § 99 HSOG) die neue blaue Polizeiuniform der hessischen Polizei. Siehe dazu auch Ordnungspolizei (Hessen).
Die hessische Polizei verwendet als Dienstwaffe die P30. Außerdem kommen die MP5 und das G38 zum Einsatz.

### Fahrzeuge
Die 1.700 Dienstfahrzeuge sind überwiegend Fahrzeuge der Marken Volkswagen, BMW, Mercedes-Benz und Opel. Vereinzelt kommen auch Fahrzeuge anderer Hersteller wie zum Beispiel Ford zum Einsatz. Streifenwagen sind VW T5, VW Tiguan, BMW 5er, Mercedes-Benz Vito, MAN TGE, Opel Zafira Sports Tourer sowie Opel Insignia. Streifenmotorräder sind BMW R 1200 RT und BMW R 900 RT. Die Yamaha FJR 1300 A wurde 2014 ausgemustert.
Seit 2005 wurden die Streifenwagen auf die blau-silberne bzw. blau-weiße Optik umgestellt.
An den Dienstfahrzeugen der hessischen Polizei werden Kennzeichen in der Form „WI-HP XXXX“ verwendet, wobei „HP“ für „hessische Polizei“ steht. Die Behördenkennzeichen (WI-XXXXX) wurden 2007 abgeschafft.
Am 30. März 2012 wurde ein taktisches Aufklärungsflugzeug Vulcanair P68 Observer (Kennz. D-GHEA) als neues und erstes Flugzeug der hessischen Polizei vorgestellt. Es wird mit seiner Hochleistungskamera für Überwachungs- und Kontrollflüge in Hessen und Rheinland-Pfalz eingesetzt. Es ist das erste Kleinflugzeug im Dienste einer deutschen Polizei. Im April 2016 erfolgte auch ein Einsatz im Raum Hannover anlässlich des Besuchs von US-Präsident Barack Obama sowie zu seinem Besuch im November 2016 in Berlin. Am 6. August 2021 kam eine Beechcraft King Air 250 hinzu.

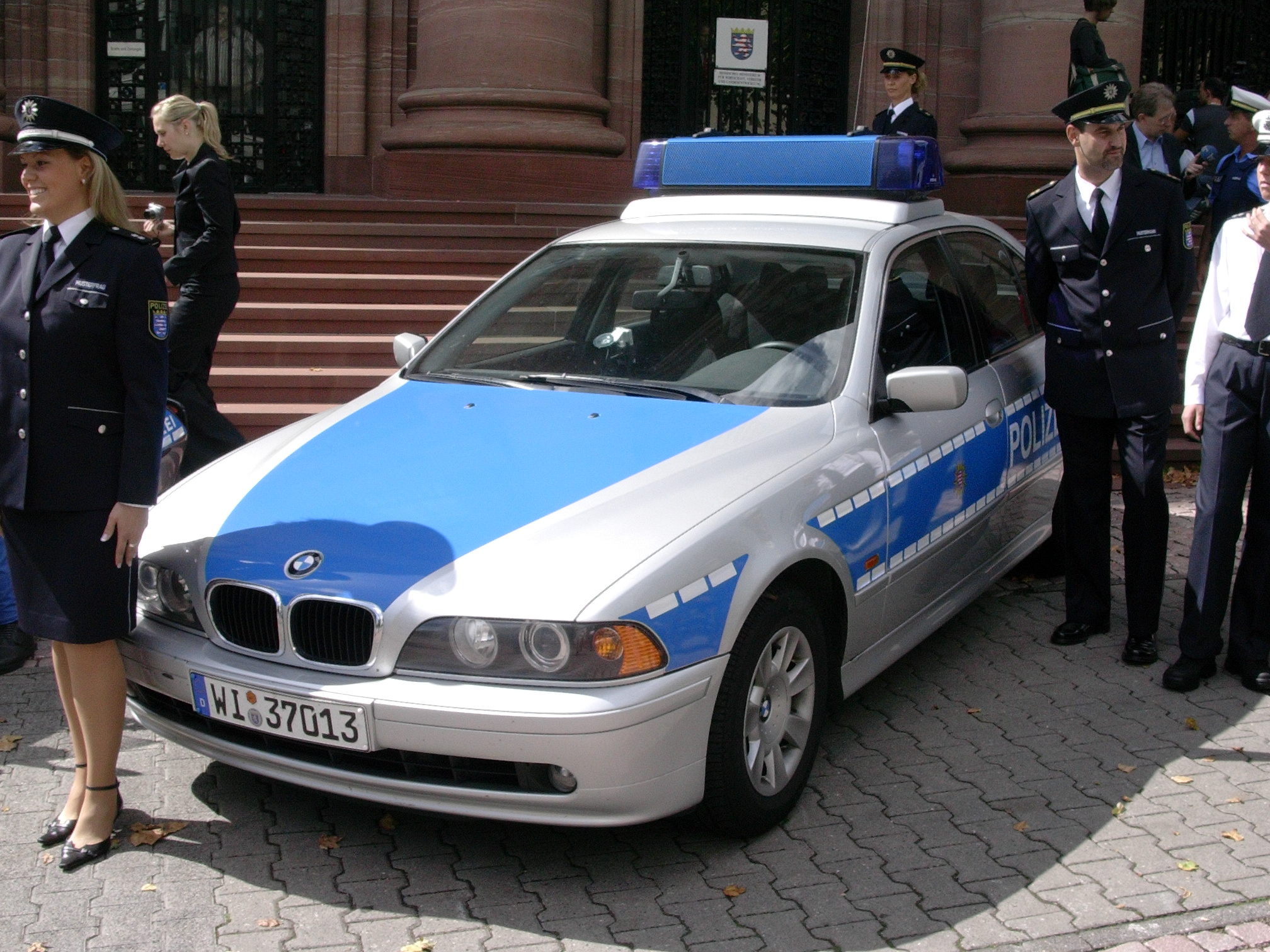
Streifenwagen BMW 5er in neuer blau-silberner Farbgebung
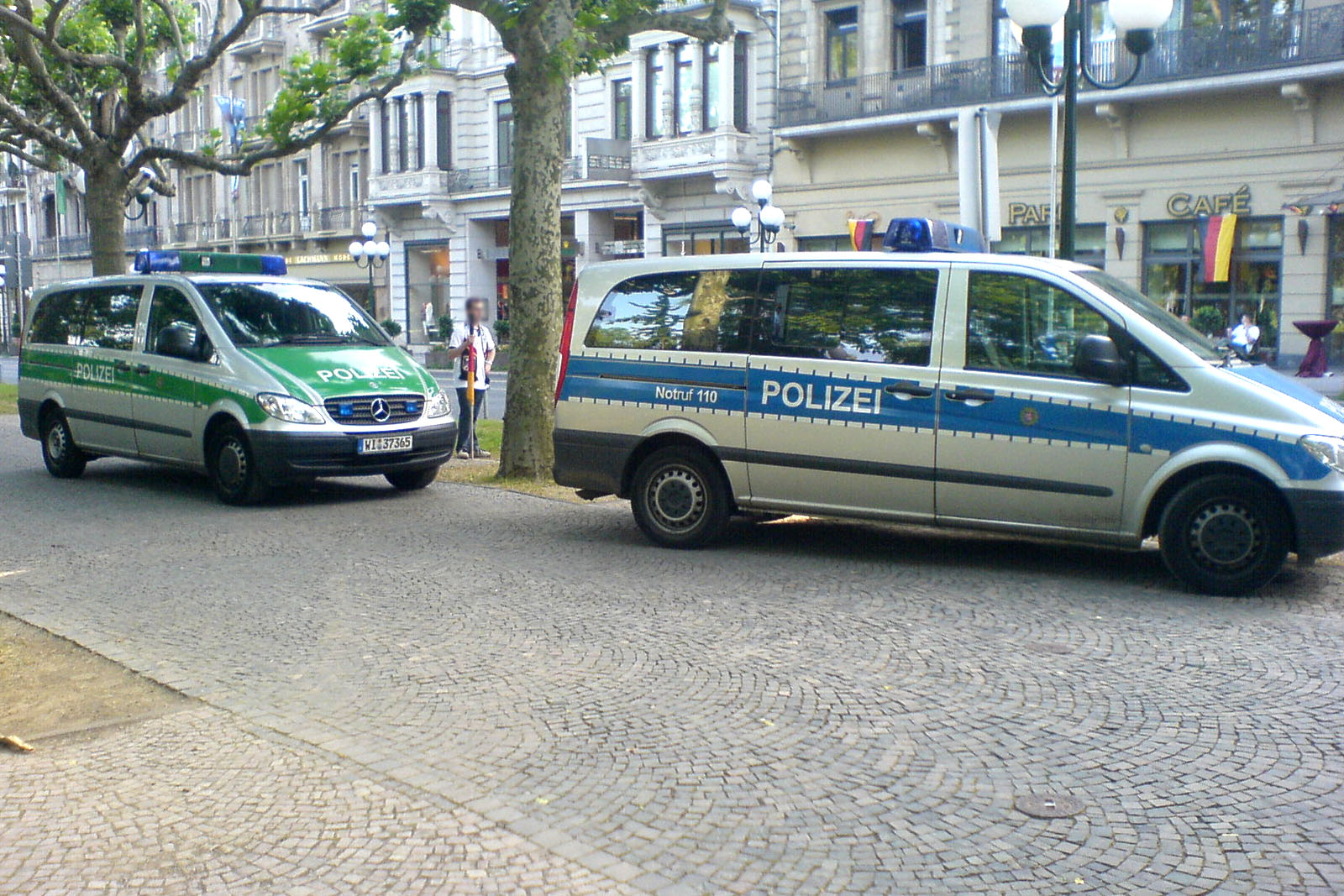
Streifenwagen Mercedes-Benz Vito in alter grün-silberner und alter blau-silberner Farbgebung
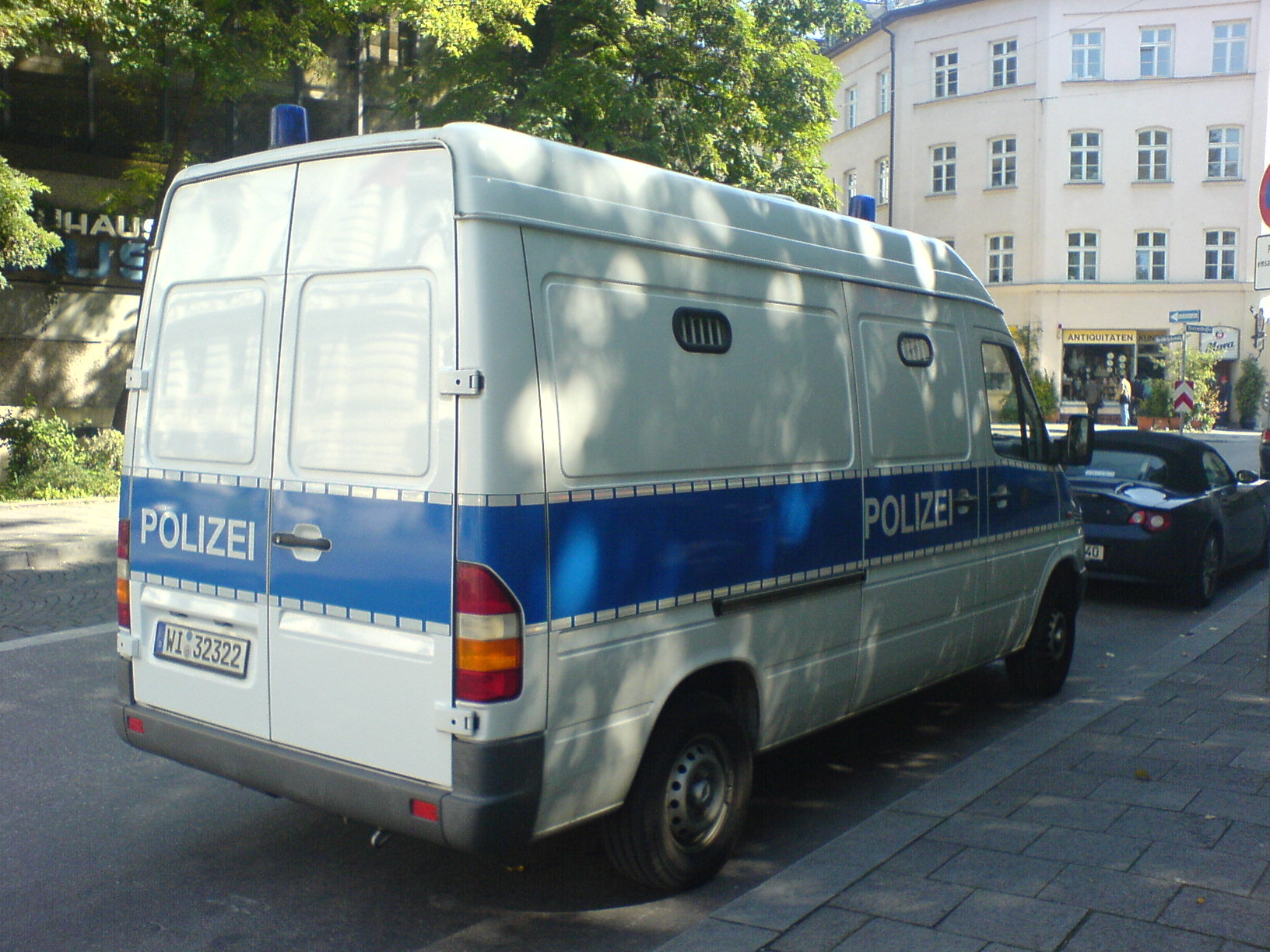
Gefangenenkraftwagen Mercedes-Benz Sprinter in neuer blau-weißer Farbgebung
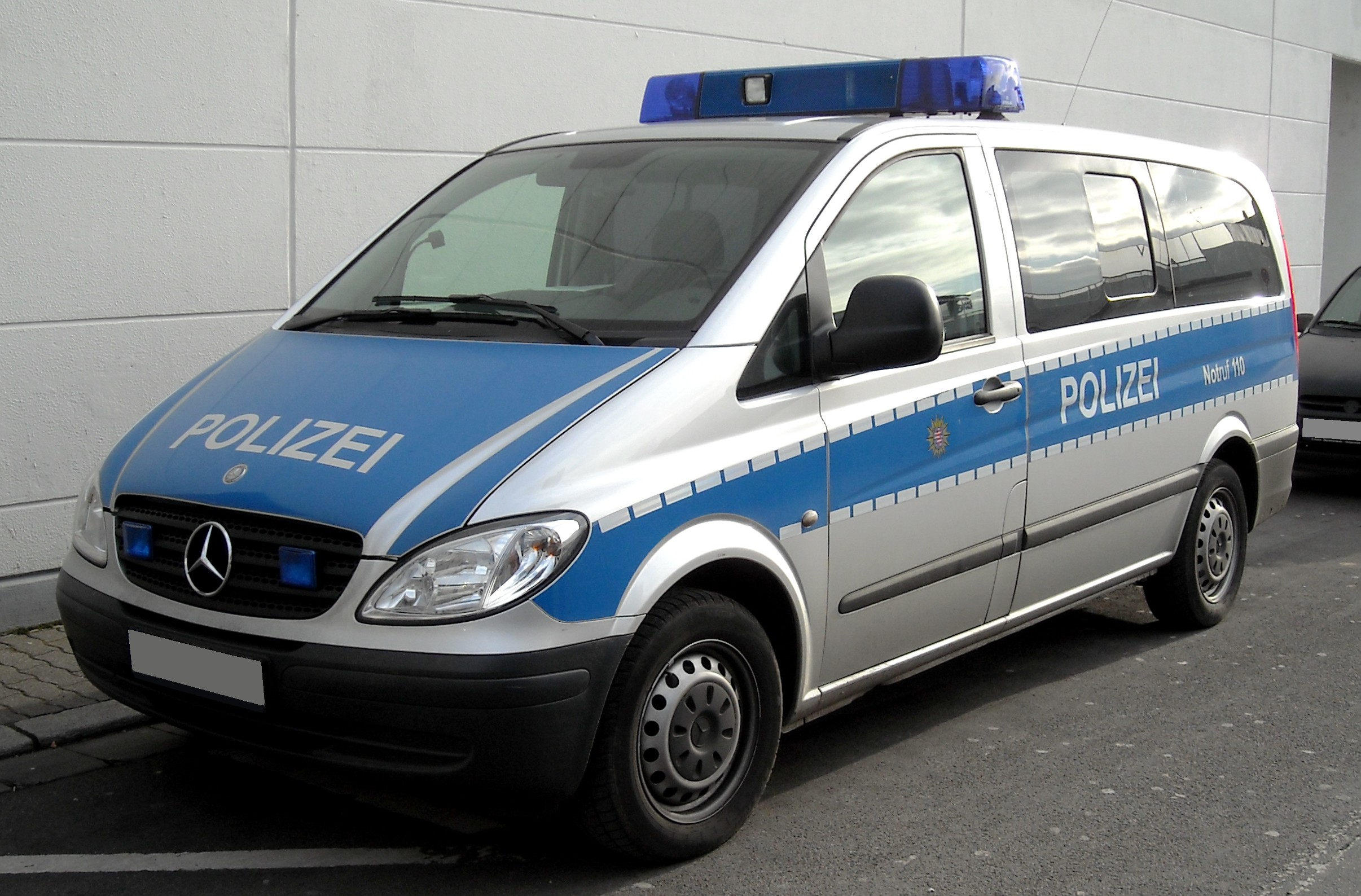
Streifenwagen Mercedes-Benz Vito in blau-silberner Farbgebung
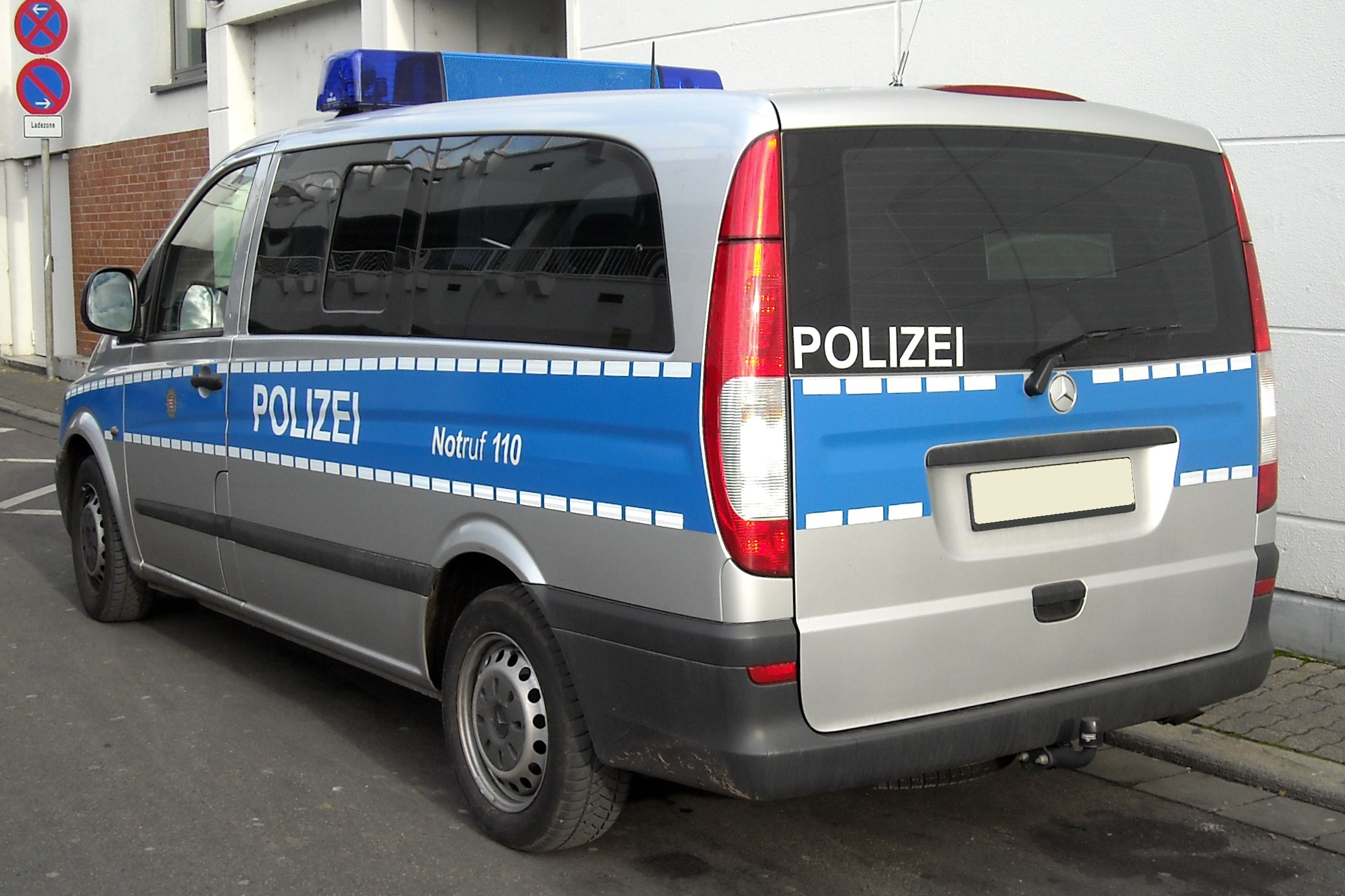
dto.
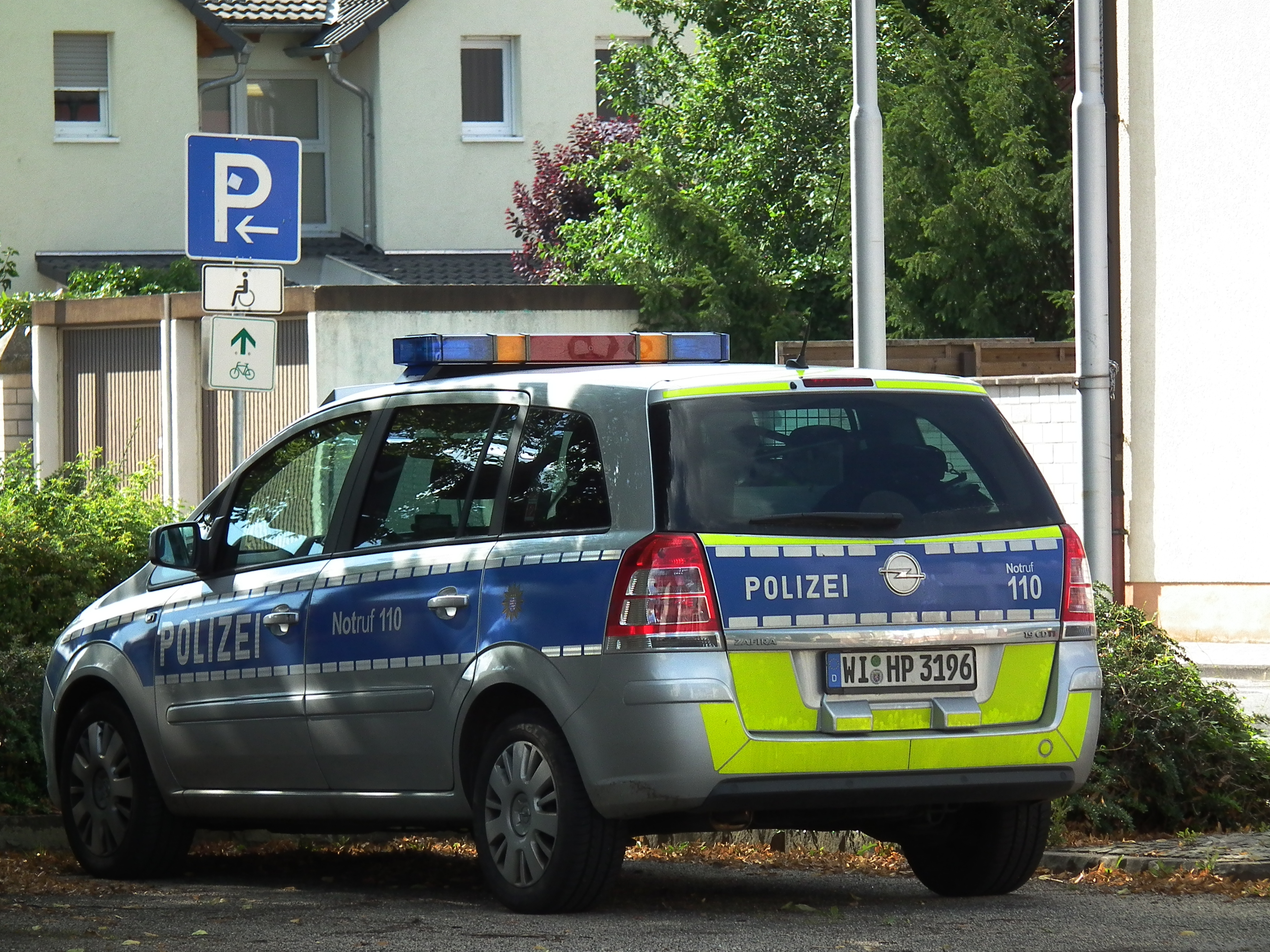
Opel Zafira Polizei Hessen
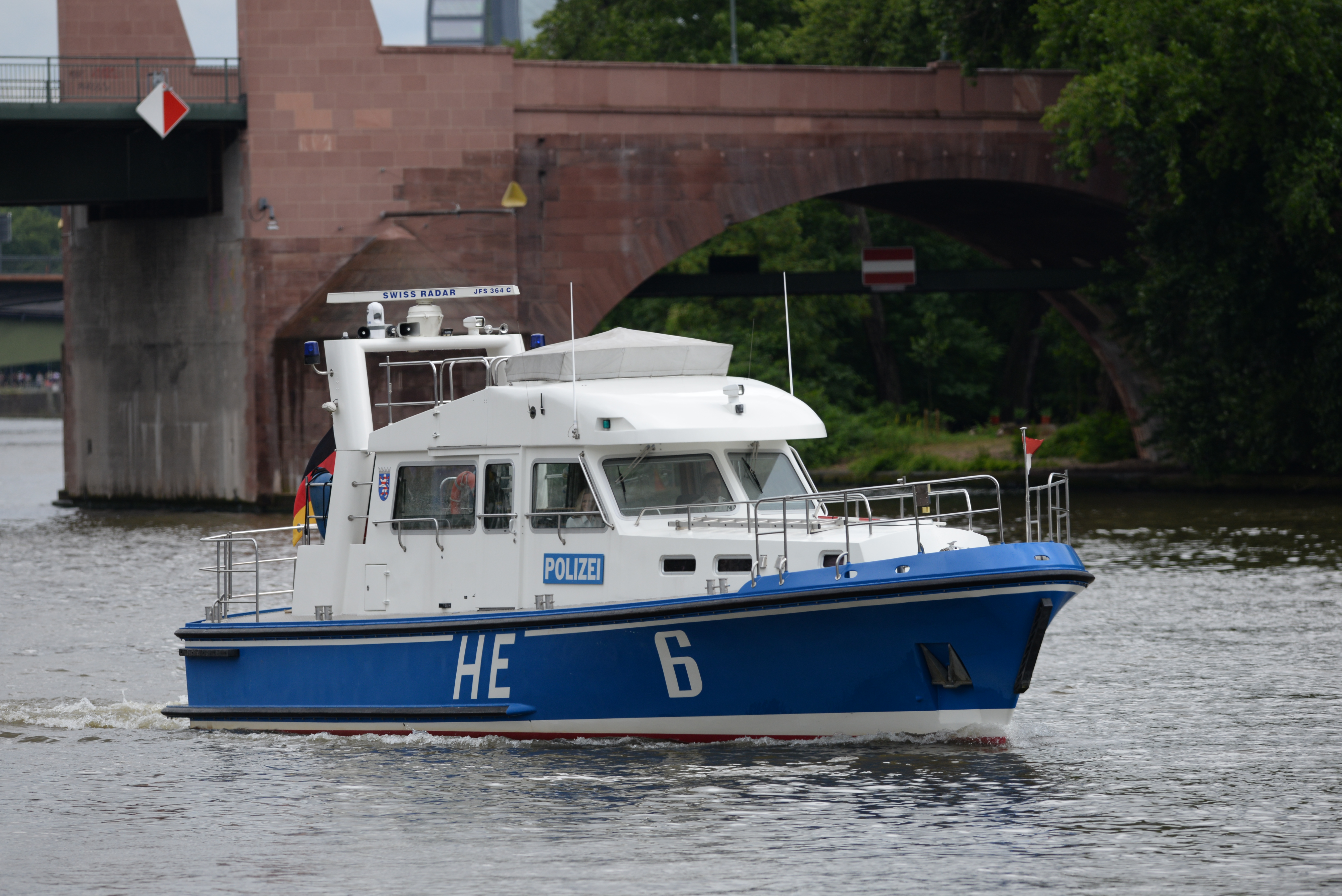
Streifenboot Hessen 6 der Wasserschutzpolizei Hessen

### Automatische Kennzeichenlesesysteme AKLS
Die hessische Polizei hatte ab Ende Januar 2007 Automatische Kennzeichenlesesysteme (AKLS) im Einsatz. Die Nutzung wurde mit dem Urteil des Bundesverfassungsgerichts vom 11. März 2008 verworfen, das Gericht sah den § 14 Abs. 5 des Hessischen Gesetzes über die öffentliche Sicherheit und Ordnung (HSOG) in der Fassung der Bekanntmachung vom 14. Januar 2005 wegen Gebot der Normenbestimmtheit und Normenklarheit mit Artikel 2 Absatz 1 in Verbindung mit Artikel 1 Absatz 1 des Grundgesetzes wegen unvereinbar und nichtig. Die Vorschrift habe keine Einschränkungen auf einen bestimmten Anlass sowie keine Gefahren- oder Verdachtsschwelle enthalten, die Begriffe des Fahndungsbestands und der Fahndungsnotierung. Der Wortlaut des Gesetzes habe nicht ausgeschlossen, dass auch „weiche Datenbestände“ einbezogen werden konnten, die Rückschlüsse auf einen Personenkreis und die Möglichkeit der Erstellung von Bewegungsbildern zulassen, der durch sein Verhalten keinen Anlass für die Aufnahme in den Fahndungsbestand gab. Zu Fahndungen nach der Polizeidienstvorschrift PDV 384.1 zählen auch Polizeiliche Beobachtungen zur Aufklärung von Strukturen der organisierten Kriminalität, etwa einer Aufklärung von Verschiebungswegen und Absatzmärkten von Diebesbanden. Ein derartiger Einsatz der Kennzeichenerfassung in der weiten Normfassung sei bei einer flächendeckenden Verwendung oder „auf Automärkten und Großparkplätzen“ zur „Kriminalitätsbekämpfung im Bereich des organisierten Kfz-Diebstahls und der Kfz-Verschiebung“ verfassungswidrig.
Der Abgleich der AKLS erfolgt unmittelbar nach der Erfassung. Der Mittelwert der Abgleichsdauer liege bei einer Sekunde. Im Nichttrefferfall wird das angefertigte Bild sowie die Zeichenfolge des Kennzeichens aus dem flüchtigen Speicher des Lesegeräts automatisch gelöscht. Im flüchtigen Speicher sei ein Speicherbereich für höchstens neun Kennzeichen reserviert. Ist dieser Bereich belegt, werden die vorhandenen Informationen bereits im laufenden Betrieb durch neue Informationen überschrieben, das heißt automatisch gelöscht. Nach der Löschung seien die Informationen nicht wieder herstellbar. Bei Unterbrechung der Stromversorgung gehen noch verbliebene Speicherinhalte verloren. Im Trefferfall werden das gefertigte Bild sowie das identifizierte Kennzeichen auf dem Bildschirm des mobilen Standardarbeitsplatzes (Laptop) angezeigt und kann dort manuell gespeichert werden. Bei einem Treffer vergleicht der Bediener zunächst das Bild mit dem ausgelesenen Kennzeichen. Bei Übereinstimmung wird geprüft, ob die Fahndung noch aktuell ist und welcher Ausschreibungsanlass zugrunde liegt. Bei negativem Ergebnis wird die Daten sofort gelöscht. Mit der Neufassung des Gesetzes unter § 14a HSOG wurde geregelt, dass Datenerhebungen nicht flächendeckend, nicht dauerhaft, nicht längerfristig und bei Straßen nur auf Bundesautobahnen und Europastraßen durchgeführt werden dürfen. Die AKLS-Geräte kamen in Hessen ab 2011 erneut zum Einsatz.

### Dienstausweise
Im Februar 2011 wurden neu gestaltete Dienstausweise für die hessische Polizei eingeführt. Die Art des Ausweises wurde wegen etlicher Mängel als „unprofessionell“ kritisiert.

### Besonderheiten
- Das Ärmelabzeichen der Wasserschutzpolizei unterscheidet sich leicht vom sonst verwendeten Abzeichen.
- Wie viele Polizeien in Deutschland unterhält die hessische Polizei eine Internetwache.

## Datenbanken und Passwortsicherheit
Der Gesamtdatenbestand des polizeilichen Informationssystems ist mit etwa 19 Millionen Datensätzen relativ groß. Diese Datensätze enthalten Informationen zu Personen, die aufgrund einer Straftat oder eines anderen Rechtsverstoßes gesucht werden, sowie zu Sachen, die gestohlen oder vermisst werden. Die Zahl der Anfragen im Bereich der Personensuche ist mit ca. 45.000 pro Tag ebenfalls relativ hoch. Dies zeigt, dass die polizeilichen Informationssysteme ein wichtiges Werkzeug für die Ermittlungsarbeit der Polizei sind. Die Anzahl der berechtigten Polizeibeschäftigten variiert stark nach Funktion und insbesondere auch im Hinblick auf die im jeweiligen System hinterlegten Daten. So hat beispielsweise aus Geheimschutzgründen eine Anzahl von Personen im sehr niedrigen einstelligen Bereich Zugriff auf die Antiterrordatei. Diese Datei enthält Informationen zu Personen, die als potenzielle Gefährder für die innere Sicherheit eingestuft werden. Die Systeme EWO, ZEVIS und POLAS enthalten hingegen Informationen, die für die allgemeine Polizeiarbeit relevant sind. Daher haben rund 17.000 Beschäftigte Zugriff auf diese Systeme. Die Protokollierung aller Abfragen in polizeilich zugänglichen Datensystemen ist ein wichtiger Schritt zur Gewährleistung der Datensicherheit. Die Polizei hat, insbesondere mit den Vorwürfen in der Drohbriefaffäre, in den letzten Jahren ihre Maßnahmen zur Passwortsicherheit weiter erhöht. Diese Maßnahmen sollen dazu dienen, eine Zugriffsmöglichkeit durch Dritte zu erschweren:
- Passwortwechsel: Der Passwortwechsel wurde auf 21 Tage verkürzt. Dies soll verhindern, dass Angreifer ein Passwort über einen längeren Zeitraum nutzen können, um sich Zugang zu einem System zu verschaffen.
- Sperrbildschirm: Der Sperrbildschirm aktiviert sich nun bereits nach drei Minuten Inaktivität statt bisher 15 Minuten. Dies soll verhindern, dass ein unbefugter Nutzer einen Computer oder ein mobiles Gerät übernehmen kann, wenn der Nutzer kurzzeitig abwesend ist.
- Pflichtangaben bei Abfragen: Bei Abfragen im polizeilichen Auskunftssystem POLAS müssen nun die Felder Veranlasser und Abfragegrund systemseitig verpflichtend ausgefüllt werden. Dies soll die Nachvollziehbarkeit von Abfragen verbessern und verhindern, dass sensible Daten unberechtigt abgefragt werden.
- Zufallskontrolle: Die Intervalle der bereits verwendeten Zufallskontrolle für das polizeiliche Auskunftssystem POLAS wurden von jeder 200. auf jede 50. Abfrage verkürzt. Dies erhöht den Druck, alle Felder sorgfältig auszufüllen, um die Zufallskontrolle zu bestehen.
- Auflösung von Single Sign-On: Das sogenannte Single Sign-On wurde am 31. August 2020 aufgelöst. Das bedeutet, dass der Aufruf der einzelnen polizeilichen Auskunftssysteme nun nur noch mit einem zusätzlichen Passwort möglich ist. Dies soll die Sicherheit weiter erhöhen, da es Angreifern erschwert wird, mit einem einzigen Passwort Zugang zu mehreren Systemen zu erhalten.

Die neuen Maßnahmen zur Passwortsicherheit haben einen erheblichen Einfluss auf die Praxis bei der Polizei. Polizeibeamte müssen nun häufiger ihre Passwörter ändern und bei Abfragen im polizeilichen Auskunftssystem sorgfältiger arbeiten. Dies kann zu einem gewissen Mehraufwand führen, erhöht aber auch die Sicherheit der Daten. Die hessische Polizei hat zur Erfüllung ihrer Aufgaben im Bereich der Strafverfolgung, der Gefahrenabwehr, aber auch der allgemeinen Verwaltung im Rahmen der jeweils geltenden Berechtigungen Zugriff auf folgende Datenbanken:
- AFIS – AFIS-Sofortauskunft, Bund AFIS Daktyloskopische Datenbank,
- ATD – Antiterrordatei
- AZR – Ausländerzentralregister mit den Modulen VISA, VIS, VIS-FastID,
- BZR – Bundeszentralregister gemäß § 41 BZRG
- ComVor – Computergestützte Vorgangsbearbeitung mit ComVor-Index (CV-I),
- Crime,
- Darex – Datenbank Rechtsextremismus, Tonträger,
- Discoverer/SplashBI,
- DAD – DNA Analyse Datei,
- eFBS – einheitliches Fallbearbeitungssystem,
- EFS – Einsatzführungssystem (Leitstellenmodul AAO, Befehlsstellenmodul BAO),
- EWO Meldedatenabfrage – Einwohnermeldeauskunft und EWO-Fahndungsabgleich,
- EBV – Elektronische Bildbearbeitung,
- EUSka – Elektronische Unfalltypensteckkarte,
- ETB – Elektronisches Tätigkeitsbuch,
- FADA – Fahrzeugteileauskunft,
- HessenData,
- INPOL-FALL und INPOL-Fall-Bund mit APOK, Falschgeld, Geldwäsche, IFIS, Korruption, VUTOT und Wikri,
- Justiz Online mit den Modulen ZStV, BZR, ECRIS,
- KLB – KLB-Operativ und Kriminalitätslagebild-neu,
- KBA und ZEVIS – Kraftfahrt-Bundesamt mit den Modulen ZFER, ZFZR, FAER FE, FAER online, EUCARIS, ZKR, TACHONET,
- Lichtbildrecherche,
- NWR – Nationales Waffenregister,
- Owi21 und Owi21 ToGo,
- PKS – Polizeiliche Kriminalstatistik,
- PIAV – Polizeilicher Informations- und Analyseverbund Operativ-Zentral des Bundes, in den Bereichen Waffen- und Sprengstoffkriminalität, Rauschgiftkriminalität, Cybercrime, Eigentumskriminalität und Vermögensdelikte, Dokumentenkriminalität, Schleusung, Menschenhandel und Ausbeutung,
- POLAS LAND / INPOL / Schengen (SIS), Bund INPOL-Z Personen-, Sach- und Falldaten – Polizeiliches Auskunftssystem,
- RED – Rechtsextremistendatei (RED),
- SKD – Schiffskontrolldatei,
- SOLA – Sonderlagen (SOLA),
- Tatortberechtigten-Datenbank,
- SÜP – Zuverlässigkeits- und Sicherheitsprüfung.

Der Bund und/oder die Länder haben keinen Zugriff auf die Datenbanken der hessischen Polizei. Die Behörden des Bundes und der Länder haben Zugriff auf die Melderegister.

## Geschichte, Affären und Kritik

### Hessische Polizei-Affäre und Polizeigewalt
Zum Jahreswechsel 2010/2011 kam es wegen der Entlassung des damaligen Landespolizeipräsidenten Norbert Nedela und der umstrittenen Berufung eines neuen Präsidenten der hessischen Bereitschaftspolizei zu Medienreaktionen und zu Kontroversen im Hessischen Landtag. Nachfolger von Nedela wurde Udo Münch.
Die Verhältnismäßigkeit beim Einsatz von Gewalt wurde bei Beamten der Polizei Hessen immer wieder in Frage gestellt.

### Mobbing und „schwarze Akten“
Das HR-Magazin hessenschau berichtete im Herbst 2011 über schwarze Akten bei der hessischen Polizei, die über einzelne „aufmüpfige“ Beamte intern angelegt worden seien. Die Staatsanwaltschaft versuchte anschließend mit Hausdurchsuchungen Informanten des HR aufzuspüren, die in der TV-Sendung über Akten bei der Polizei berichtet oder diese besorgt haben sollen. Das Amtsgericht Offenbach und das Landgericht Darmstadt wiesen das Ansinnen der Ermittler jedoch ab. Der Beschluss über die Ablehnung der Hausdurchsuchungen wurde im Juni 2011 erlassen, die Beschwerden der Staatsanwaltschaft dagegen lehnte das Landgericht Darmstadt im Juli 2011 ab. Einer der betroffenen Polizisten, dessen Wohnung durchsucht werden sollte, war ein Polizeioberkommissar, der sich als Mobbing-Opfer betrachtet. Im Verfahren gegen seinen Arbeitgeber stieß er darauf, dass die Polizei schwarze Akten über ihn geführt habe. Er beklagte sich darüber öffentlich. Im April 2011 setzte der Polizist vor dem Verwaltungsgericht Darmstadt durch, dass er Einsicht in die Dokumente nehmen darf.

### Drohbriefe „NSU 2.0“ und rechtsextreme Vorfälle
Ab dem 2. August 2018 erhielt die Frankfurter Rechtsanwältin Seda Başay-Yıldız per Fax oder E-Mail eine Reihe mit „NSU 2.0“ unterzeichnete Morddrohungen. Darin waren Privatdaten enthalten, die kurz zuvor aus Computern des 1. Frankfurter Polizeireviers abgerufen worden waren. Dort wurde eine rechtsextreme Chatgruppe entdeckt, der sechs hessische Polizisten angehörten. Nach deren Suspendierung gingen die Drohungen weiter. Seit November 2019 erhielt die Kabarettistin Idil Baydar, seit Februar 2020 auch die hessische Politikerin Janine Wissler Drohmails von „NSU 2.0“. Zu beiden Adressatinnen waren zuvor persönliche Meldedaten aus einem Polizeicomputer in Wiesbaden abgefragt worden. In den folgenden Jahren erhielten zahlreiche weitere Personen und Behörden Drohmails von „NSU 2.0“. Eine von Sabine Thurau geleitete Kommission im Landeskriminalamt Hessen (LKA) führte die internen Ermittlungen dazu durch und entdeckte zahlreiche nicht tatbezogene rechtsextreme Vorfälle in Hessens Polizei. Im Juni 2019 nahm das LKA einen Frankfurter Polizisten als mutmaßlichen Absender des ersten Drohfaxes fest, ließ ihn aber am Folgetag mangels Beweisen wieder frei. Ab 9. Juli 2020, nach Bekanntwerden der dritten polizeilichen Datenabfrage zu Janine Wissler, schloss Hessens Innenminister Peter Beuth ein rechtsextremes Netzwerk in Hessens Polizei nicht mehr aus und setzte den im Frankfurter Polizeipräsidium tätigen Kriminaldirektor Hanspeter Mener als Sonderermittler zu dem Fall ein.
Am 3. Mai 2021 nahm ein hessisches Einsatzkommando in Berlin den 53-jährigen Alexander Horst M. als mutmaßlichen Absender von 116 Drohmails fest. Unklar blieb vor allem, wie er an die Privatdaten seiner Adressatinnen gekommen war, vor allem an die polizeilich gesperrten Meldeadressen von Seda Başay-Yıldız. Dies soll in seinem Strafprozess geklärt werden, der im Februar 2022 begann. Während die Staatsanwaltschaft Frankfurt als Anklagebehörde einen Einzeltäter annimmt, der polizeiliche Auskünfte telefonisch durch Amtsanmaßung, Manipulation und Betrug erhielt, halten die hauptbetroffenen Drohmailempfängerinnen eine absichtliche Datenweitergabe durch hessische Polizisten für wahrscheinlicher. Deshalb beantragte die Nebenklage-Anwältin Antonia von der Behrens am 16. März 2022, das erste Drohfax an ihre Mandantin Seda Başay-Yıldız von der Anklage gegen M. auszunehmen und dazu den Frankfurter Polizisten Johannes S. zu vernehmen. Für den Verdacht gegen ihn führte sie viele Indizien an.

### Bürger- und Polizeibeauftragter
Der Kriminologe Rafael Behr sollte Hessens erster Bürger- und Polizeibeauftragter werden. Die schwarz-grüne Regierungskoalition hatte Behr im September 2021 für das Ende 2020 neu geschaffene Amt eines „Bürger- und Polizeibeauftragten“ ausgewählt. Behr sei ein ausgewiesener Experte und verfüge sowohl über einen wissenschaftlichen als auch einen praktischen Hintergrund. Der Personalvorschlag ging auf eine Initiative der Grünen zurück.
Aus gesundheitlichen Gründen zog er seine Bewerbung Anfang Oktober 2021 zurück.

### Umfrage zu politischen Einstellungen
Nach Bekanntwerden der Drohmails aus Polizeicomputern urteilte der Kriminologe Rafael Behr: Polizisten seien wegen beruflicher Belastungen anfälliger für autoritäre und rechtsextreme Einstellungen als andere Berufe. Nicht nur Einzelne, sondern auch kleine Milieus wie Dienstgruppen und Arbeitsteams neigten oft zu Rassismus. Hinzu komme ein in der Polizei verbreiteter „Code of Silence“, Kollegen nicht anzuzeigen, um nicht als Verräter zu gelten. Dieses Solidaritätsmuster verhindere oft Zivilcourage. Deshalb würden rechtsradikale Polizisten nur sehr selten entlassen. Er erwarte, dass auch die Frankfurter Polizei die bekannt gewordenen Fälle als absolute Ausnahmen darstelle, dann darüber schweige, Anwälte das Strafmaß für die Täter herunterhandelten und diese im Polizeidienst bleiben würden.
Im Januar 2020 ließ die Landesregierung eine repräsentative Umfrage zu politischen Einstellungen unter den rund 17.000 hessischen Polizisten, Verwaltungsbeamten und Tarifbeschäftigten durchführen, an der sich 4277 Personen beteiligten. Davon ordneten sich 64,4 Prozent der befragten Polizisten als zur politischen Mitte gehörig, knapp 19 Prozent als „mäßig rechts“, 13 Prozent als „mäßig links“, zwei Prozent als „links“, 1,6 Prozent als „rechts“ ein. 97 Prozent hielten die parlamentarische Demokratie „eher“ oder „voll und ganz“ für die beste Staatsform. 27,6 Prozent stimmten der Aussage zu, es bestehe die „Gefahr, dass Deutschland islamisches Land wird“. 44 Prozent belastete der Vorwurf von Fremdenfeindlichkeit oder Rassismus. 66,1 Prozent bejahten die Aussage, Einwanderer machten das Land bunter oder vielfältiger. Laut Innenminister Peter Beuth bestätigte die Studie, dass die rechtsextremen Verdachtsfälle in der hessischen Polizei Einzelfälle seien.
Dagegen urteilte die Politikwissenschaftlerin Ursula Birsl vom wissenschaftlichen Beirat der Studie: Diese habe ihr Ziel verfehlt, weil mehrere Fragen zu extremen Positionen gestrichen oder entschärft wurden. Sie sei daher nicht aussagekräftig genug, um daraus auf bloße rechtsextreme Einzelfälle zu schließen. Die starke Zustimmung zur Islamisierungsthese spreche dagegen.